# Coxapopha
Coxapopha là một chi nhện trong họ Oonopidae.